# تپه چهار طاق (رحیم)
تپه چهار طاق (رحیم) مربوط به دوران‌های تاریخی پس از اسلام است و در شهرستان مرودشت، بخش مرکزی، روستای چهارطاق واقع شده و این اثر در تاریخ ۲۲ مرداد ۱۳۸۴ با شمارهٔ ثبت ۱۳۳۵۰ به‌عنوان یکی از آثار ملی ایران به ثبت رسیده است.